# Підкидьок
Підки́дьок або підки́дько — дитина, яку підкинули комусь на виховання. Знайдену і взяту на виховання дитину називають зна́йдою або на́йдою.

## У літературі
- Марко — персонаж поеми «Наймичка» Т. Г. Шевченка

## Інше
- Аналог підкидування дітей у тваринному світі — гніздовий паразитизм. Так, свої яйця у гнізда інших птахів підкладають багато видів родини зозулевих, деякі види трупіалових, воскоїдових, ткачикових і деякі інші.
- «Підкидчатами» називають маленькі санчата, які під час перевезення дерева підставляють під той його кінець, що звисає з великих саней[5].